# Corynoptera serotina
Corynoptera serotina is een muggensoort uit de familie van de rouwmuggen (Sciaridae). De wetenschappelijke naam van de soort is voor het eerst geldig gepubliceerd in 2010 door Hippa, Vilkamaa & Heller.